# Chaîne d'Alishan
La chaîne d'Alishan (chinois : 阿里山山脈) est une chaîne du Sud-Ouest de Taïwan, séparée par la rivière Qishan de la chaîne du Yushan à l'est. Le plus haut point est Datashan (大塔山), culminant à 2 663 m. A Li Shan De Gu Niang est une chanson célèbre d'une fille dans les montagnes. Le nom Ali Shan semble provenir du mot Alit, qui signifie en plusieurs langues indigènes taïwanaises « montagne ancêtre ».

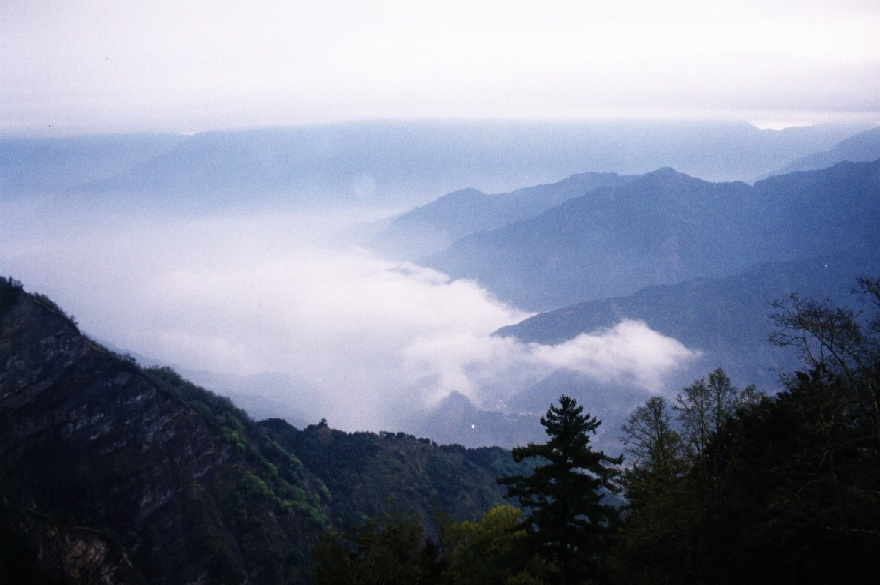
Vue depuis la chaîne.